# Gilead (Maine)
Gilead ist eine Town im Oxford County des Bundesstaates Maine in den Vereinigten Staaten. Im Jahr 2020 lebten dort 195 Einwohner in 135 Haushalten auf einer Fläche von 50,95 km².

## Geographie
Nach dem United States Census Bureau hat Gilead eine Gesamtfläche von 50,95 km², von der 48,90 km² Land sind und 2,05 km² aus Gewässern bestehen.

### Geographische Lage
Gilead liegt im Westen des Oxford Countys, an der Grenze zum Coös County, New Hampshire. Der Androscoggin River durchfließt das Gebiet der Town in östliche Richtung. Aus nördlicher und südlicher Richtung münden mehrere kleinere Bäche im Androscoggin River, der größte ist der aus Süden kommende Wild River. Die Oberfläche des Gebietes ist hügelig, die höchste Erhebung ist der 746 m hohe Peabody Mountain im Süden von Gilead.

### Nachbargemeinden
Alle Entfernungen sind als Luftlinien zwischen den offiziellen Koordinaten der Orte aus der Volkszählung 2010 angegeben.
- Norden: North Oxford, Unorganized Territory, 58,4 km
- Nordosten: Newry, 14,8 km
- Osten: Bethel, 15,2 km
- Süden: South Oxford, Unorganized Territory, 8,2 km
- Westen: Shelburne, Coös County, New Hampshire, 12,1 km

### Stadtgliederung
In Gilead gibt es mit dem Village Gilead nur ein Siedlungsgebiet.

### Klima
Die mittlere Durchschnittstemperatur in Gilead liegt zwischen −11,1 °C (12 °F) im Januar und 18,3 °C (62 °F) im Juli. Damit ist der Ort gegenüber dem langjährigen Mittel Maines um etwa 2 Grad kühler. Die Schneefälle zwischen Oktober und Mai liegen mit deutlich mehr als zwei Metern (bei einem Spitzenwert im Januar von knapp 50 cm) ungefähr doppelt so hoch wie die mittlere Schneehöhe in den USA. Die tägliche Sonnenscheindauer liegt am unteren Rand des Wertespektrums der USA.

## Geschichte
Erste europäische Siedler erreichten Gilead ab 1770/80. Es waren Oliver Peabody, Enoch Messer und James Pettengill. Pettengill wurde kurze Zeit später von durchziehenden Indianern erschlagen. Die ersten Siedler kamen mit dem Versprechen, dass sie das Land kostenlos bekommen würden, wenn sie ein bestimmtes Gebiet roden und ein Haus und eine Scheune errichten würden. Dies sollte weitere Siedler ermutigen, sich dort Land zu kaufen und ebenfalls dort zu siedeln. Um 1788/89 erreichten weitere Siedler das Gebiet und ließen sich nieder.
Gilead wurde am 23. Juni 1804 als Town organisiert. Zuvor war das Gebiet unter den Namen Peabody's Patent und Peabody's Grant bekannt. Benannt wurde Gilead nach dem biblischen Balm of Gilead.
Die Bahnstrecke Portland–Island Pond führt durch Gilead. Sie wurde 1853 in Betrieb genommen. Seit dem 12. August 1967 findet auf der Strecke nur noch Güterverkehr statt. Der Personenverkehr auf der Strecke wurde eingestellt.

### Einwohnerentwicklung
| Volkszählungsergebnisse – Town of Gilead, Maine | Volkszählungsergebnisse – Town of Gilead, Maine | Volkszählungsergebnisse – Town of Gilead, Maine | Volkszählungsergebnisse – Town of Gilead, Maine | Volkszählungsergebnisse – Town of Gilead, Maine | Volkszählungsergebnisse – Town of Gilead, Maine | Volkszählungsergebnisse – Town of Gilead, Maine | Volkszählungsergebnisse – Town of Gilead, Maine | Volkszählungsergebnisse – Town of Gilead, Maine | Volkszählungsergebnisse – Town of Gilead, Maine | Volkszählungsergebnisse – Town of Gilead, Maine |
| Jahr                                            | 1800                                            | 1810                                            | 1820                                            | 1830                                            | 1840                                            | 1850                                            | 1860                                            | 1870                                            | 1880                                            | 1890                                            |
| ----------------------------------------------- | ----------------------------------------------- | ----------------------------------------------- | ----------------------------------------------- | ----------------------------------------------- | ----------------------------------------------- | ----------------------------------------------- | ----------------------------------------------- | ----------------------------------------------- | ----------------------------------------------- | ----------------------------------------------- |
| Einwohner                                       |                                                 | 215                                             | 328                                             | 377                                             | 313                                             | 359                                             | 347                                             | 329                                             | 293                                             | 336                                             |
| Jahr                                            | 1900                                            | 1910                                            | 1920                                            | 1930                                            | 1940                                            | 1950                                            | 1960                                            | 1970                                            | 1980                                            | 1990                                            |
| Einwohner                                       | 340                                             | 233                                             | 196                                             | 220                                             | 160                                             | 140                                             | 136                                             | 153                                             | 191                                             | 204                                             |
| Jahr                                            | 2000                                            | 2010                                            | 2020                                            | 2030                                            | 2040                                            | 2050                                            | 2060                                            | 2070                                            | 2080                                            | 2090                                            |
| Einwohner                                       | 156                                             | 209                                             | 195                                             |                                                 |                                                 |                                                 |                                                 |                                                 |                                                 |                                                 |

## Kultur und Sehenswürdigkeiten

### Bauwerke
In Gilead wurden zwei Bauwerke unter Denkmalschutz gestellt und  ins National Register of Historic Places aufgenommen.
- Gilead Railroad Station, Former, 1992 unter der Register-Nr. 92000272.[11]
- Peabody Tavern, 1976 unter der Register-Nr. 76000107.[12]

## Wirtschaft und Infrastruktur

### Verkehr
Der U.S. Highway 2 verläuft in westöstlicher Richtung durch die Town und folgt dem Verlauf des Androscoggin Rivers. In südliche Richtung zweigt die Maine State Route 113 parallel zum Wild River und führt nach Fryeburg.

### Öffentliche Einrichtungen
In Gilead gibt es kein eigenes Krankenhaus oder medizinische Einrichtung. Das nächstgelegene Krankenhaus befindet sich in Berlin, New Hampshire.
Es gibt in Gilead keine eigene Bücherei. Die nächstgelegene befindet sich in Bethel.

### Bildung
Gilead gehört zusammen mit Andover, Bethel, Greenwood, Hanover, Newry und Woodstock zum Maine School Administrative District 44. Es gibt zwei Grundschulen, die Crescent Park Elementary School und die Woodstock Elementary School, zudem die Telstar Middle School und die Telstar High School.